# Alchemy (videojuego)
Alchemy (en español Alquimia) es un videojuego de puzle de la prestigiosa empresa de videojuegos PopCap Games. Fue el segundo juego lanzado por PopCap Games, y también un gran éxito. En 2004 fue galardonado como el Mejor Juego Nuevo de PDA 2004 por PC Magazine, conjunto con AstroPop. Este juego tiene una versión en línea para poderlo probar antes de ser comprado. 

## Concepto
El concepto del juego es acerca de transformar en oro un cuadro entero colocando runas en cada cuadro, cosa que se forme una fila o columna con signos del mismo color o forma. Cuando eso pase, la fila desaparecerá. Así se hace por el resto del nivel hasta completar todo el tablero. A lo largo del juego puedes colocar cuadros de cemento especiales para cubrir algunas zonas, usar las calaveras y volar algunas runas, o derretir algunas runas. El derretidor de runas tiene capacidad para 3 runas. Cuando una runa no tiene ningún espacio en el juego para ser colocada, debe ser derretida al instante, pero si después de derretir 3 runas, debes derretir otra más, se sobrecargará la cantidad y perderás el nivel. Cada vez que pases el nivel, obtendrás una gema.

## Trivia
- Curiosamente las gemas aparecidas en este juego son las mismas que se diseñaron en Bejeweled y también aparecen en Typer Shark.
- Los signos de las runas son los 12 signos del zodíaco:

- -  - Aries
  -  - Tauro
  - Géminis
  - Cáncer
  -  - Leo
  - Virgo
  - Libra
  -  - Escorpión
  - Sagitario
  - Capricornio
  -  - Acuario
  - Piscis